# Philippe Lafontaine
Philippe Lafontaine (Gosselies, 24 mei 1955) is een Belgische zanger. Hij vertegenwoordigde zijn land tijdens het Eurovisiesongfestival 1990.

## Discografie

### Albums
- 1978: Où ?
- 1981: Pourvu que ça roule
- 1987: Charmez
- 1988: Affaire (à suivre)
- 1989: FA MA NO NI MA
- 1992: Machine à larmes
- 1993: D'ici
- 1995: Folklores imaginaires
- 1997: Attitudes
- 1998: Pour toujours
- 1999: Fond de scène
- 2003: De l'autre rive

### Singles
- 1980: Bronzé bronzé
- 1981: Je ne crie pas, je ne pleure pas
- 1981: Dis-le moi
- 1987: Paramour
- 1989: Cœur de loup
- 1989: Alexis m'attend
- 1990: FA MA NO NI MA
- 1990: Macédomienne
- 1992: L'amant tequila
- 1992: Machine à larmes
- 1994: L'hymne à la boule
- 1994: Venez Venez Zuela
- 1995: Eiaio
- 1995: Si...
- 1998: Bibi debraye

1956: Fud Leclerc + Mony Marc · 
1957: Bobbejaan Schoepen · 
1958: Fud Leclerc · 
1959: Bob Benny · 
1960: Fud Leclerc · 
1961: Bob Benny · 
1962: Fud Leclerc · 
1963: Jacques Raymond · 
1964: Robert Cogoi · 
1965: Lize Marke · 
1966: Tonia · 
1967: Louis Neefs · 
1968: Claude Lombard · 
1969: Louis Neefs · 
1970: Jean Vallée · 
1971: Lily Castel & Jacques Raymond · 
1972: Serge & Christine Ghisoland · 
1973: Nicole & Hugo · 
1974: Jacques Hustin · 
1975: Ann Christy · 
1976: Pierre Rapsat · 
1977: Dream Express · 
1978: Jean Vallée · 
1979: Micha Marah · 
1980: Telex · 
1981: Emly Starr · 
1982: Stella · 
1983: Pas de Deux · 
1984: Jacques Zegers · 
1985: Linda Lepomme · 
1986: Sandra Kim · 
1987: Liliane Saint-Pierre · 
1988: Reynaert · 
1989: Ingeborg · 
1990: Philippe Lafontaine · 
1991: Clouseau · 
1992: Morgane · 
1993: Barbara · 
1995: Frédéric Etherlinck · 
1996: Lisa del Bo · 
1998: Mélanie Cohl · 
1999: Vanessa Chinitor · 
2000: Nathalie Sorce · 
2002: Sergio & The Ladies · 
2003: Urban Trad · 
2004: Xandee · 
2005: Nuno Resende · 
2006: Kate Ryan · 
2007: The KMG's · 
2008: Ishtar · 
2009: Copycat · 
2010: Tom Dice · 
2011: Witloof Bay · 
2012: Iris · 
2013: Roberto Bellarosa · 
2014: Axel Hirsoux · 
2015: Loïc Nottet · 
2016: Laura Tesoro · 
2017: Blanche · 
2018: Sennek · 
2019: Eliot · 
2021: Hooverphonic · 
2022: Jérémie Makiese · 
2023: Gustaph · 
2024: Mustii · 
2025: Red Sebastian
- Bibliothèque nationale de France: cb13921702d (data)
- Gemeinsame Normdatei: 138568642
- International Standard Name Identifier: 0000 0000 7839 8339
- MusicBrainz: 5afb3999-be1c-4ec3-8a80-7b2d3bba0a37
- Système universitaire de documentation: 26193113X
- Virtual International Authority File: 90846417
- WorldCat: E39PBJw93CBWdBMDxjGx7pJYyd